# مسئله شاندونگ
مسئله شاندونگ (انگلیسی: Shandong Problem) در مورد ماده ۱۵۶ پیمان ورسای در سال ۱۹۱۹، که در مورد اعطای شبه‌جزیره شاندونگ اختلاف وجود داشت. در سال ۱۹۲۲ به نفع چین حل شد.
در طول جنگ جهانی اول (۱۹۱۴–۱۸)، چین از متفقین جنگ جهانی اول حمایت کرد به شرطی که قلمروی اجاره‌ای خلیج کیاوتشو در شبه‌جزیره شاندونگ، که قبلاً متعلق به امپراتوری آلمان بود و سپس توسط ژاپن در محاصره چینگ‌دائو در سال ۱۹۱۴ اشغال شده بود، به چین بازگردانده شود. با این حال، در سال ۱۹۱۵، چین با اکراه با سیزده مورد از بیست و یک تقاضای ژاپن موافقت کرد که، از جمله ، کنترل ژاپن را بر دارایی‌های آلمان سابق تأیید کرد. انگلیس و فرانسه به ژاپن قول دادند که می‌تواند این دارایی‌ها را حفظ کند. در اواخر سال ۱۹۱۸، چین بار دیگر انتقال را تأیید کرد و پرداخت از ژاپن را پذیرفت. ماده ۱۵۶ معاهده ورسای به جای بازگرداندن، قلمروی اجاره‌ای خلیج کیاوتشو به دولت چین، حقوق، عناوین و امتیازاتی که به موجب پیمان چین و آلمان در سال ۱۸۹۸ به دست آمده بود را امپراتوری ژاپن منتقل کرد.